# تامس هیل گرین
تامس هیل گرین (۷ آوریل ۱۸۳۶ – ۲۶ مارش ۱۸۸۲) فیلسوف انگلیسی، اصلاح‌گرای سیاسی و عضو نهضت ایدئالیست بریتانیا بود. همچون اغلب ایدئالیست‌های بریتانیایی، گرین تحت تأثیر تاریخ‌گرایی هگل بود. او یکی از اندیشمندانی است که فلسفه لیبرالیسم اجتماعی از افکار او سرچشمه می‌گیرد.

## زندگی
توماس هیل گرین «Thomas Hill Green» در سال ۱۸۳۶ در یورکشایر انگلستان به دنیا آمد. او در خانواده‌ای روحانی و تحت تعالیم پدرش که کشیش بود، بزرگ شد. بعد از گذران چهارده سال در زادگاه خود، به راگبی رفت و پس از آنکه شش سال در آنجا زندگی کرد، در آکسفورد ماندگار شد. بعد از اتمام تحصیلات، به عنوان استاد فلسفه در دانشگاه آکسفورد شروع به تدریس نمود. تدریس در دانشگاه آکسفورد حوزه‌های مختلفی چون تاریخ، اخلاق، منطق، متافیزیک، تعلیم و تربیت و تاریخ فلسفه را شامل می‌شد. این شاخه‌های علوم باعث آگاهی و افزایش شناخت وی از ابعاد مختلف علوم می‌شد.
با اینکه تدریس در دانشگاه، بخش زیادی از وقت او را به خود اختصاص می‌داد، اما گرین به جای گوشه نشینی متداول زندگی دانشگاهی، در فعالیت‌های اجتماعی نیز شرکت داشت، لذا عضو شورای شهر آکسفورد شد و به کمیته حکومتی آموزش دوره متوسطه نیز پیوست و در جهت بهبود مسائل آموزشی مربوط به مقاطع پایین تحصیلی نیز کوشش فراوانی کرد. او به عنوان یکی از اعضای فعال شورای شهر در تشکیل مدرسه شهری آکسفورد و نظارت برقهوه خانه‌های شهر نیز نقش داشت و در جهت آبادانی و افزایش کیفیت کاربری‌های شهری فعالیت‌های مختلفی نمود.
گرین در کنار اینکه به عنوان استاد در دانشگاه فعالیت می‌کرد و تلاش می‌نمود کارکردهای شهری را بهبود بخشد، فعالیت اجتماعی و سیاسی خود را بالا برد و در جهت تغییر تفکر لیبرالیستی قرن نوزدهم انگلستان تلاش زیادی نمود. دوره کار سیاسی وی در حزب لیبرال و در عرصه سیاسی کشور، موجب آشنایی و دوستی‌اش با جان برایت، طرفدار بزرگ لیبرالیسم گردید و از رویکردهای لیبرالی وی تأثیر زیادی پذیرفت. همچنین وی در جهت اصلاح‌گری اجتماعی و کوشش‌های آموزشی نیز فعالیت‌های متعددی داشت.
در سال ۱۸۸۱ و در زمینه فعالیت‌هایش در حزب لیبرال بود که گرین اظهارات مهمش را دربارهٔ فلسفه سیاسی لیبرال در سخنرانی «در باب قانون‌گذاری لیبرال و آزادی قرارداد» مطرح کرد. در همین دوره بود که او سخنرانی‌های متعددی دربارهٔ مذهب، شناخت‌شناسی، اخلاق، و فلسفه سیاسی ارائه کرد.
فعالیت‌های چندجانبه او در تکوین اندیشه‌ها و عقاید او نقش اساسی را بازی می‌کرد. حضور فعال و شرکت او در مسائل اجتماعی، سیاسی و فرهنگی موجب شد تا وی شناخت جامع و آگاهی عمیقی نسبت به مسائل روز جامعه به دست آورد و همین شناخت در بسیاری موارد باعث موفقیت وی شد. سرانجام گرین در سال ۱۸۸۲ در نتیجه مسمومیت خود، در سن ۴۶ سالگی درگذشت.

## اندیشه‌ها
گرین یک ایده‌آلیست لیبرال بود که فلسفه را به عنوان تنها راهنمای زندگی بشر معرفی می‌نمود.

### اخلاق
وی دیدگاه سود گروی در فلسفه اخلاق را به دیده تردید و استهزاء می‌نگریست؛ و جهت مقابله با این تفکر به استدلال و استنتاج نیز متوسل گشت. گرین معتقد بود که این تفکر که خوبی را معادل لذت بدانیم، از خطاهای عمده رویکرد منفعت طلبی می‌باشد. به زعم وی نباید خوبی با لذت یکی دانسته شود. لذت گروی یک ریشه روانشناختی دارد که نبایستی همردیف خوبی در نظر گرفته شود.
وی در رد دیدگاه سود گرایانه چنین استدلال می‌نماید که موضوع متعلق هر میل و شوقی، لذت است. خوبی نیز چیزی است که میل را ارضا می‌نماید؛ ولی وجه تمایز خوبی و لذت این است که میل و شوق در لذت، کوتاه مدت و گذراست؛ ولی در خوبی، میل و شوق، پایدار و دائمی است. به زعم گرین خوبی نمی‌تواند حالت احساسی باشد که از مجموعه ای از لذایذ گردهم آمده باشد. مجموعه لذات خود یک لذت به‌شمار می‌آید ونه خوبی اخلاقی. خوبی اخلاقی، امری است که فاعل اخلاقی خود را ارضاء می‌نماید.
به باور گرین عمل اخلاقی را بایستی در اراده آزاد و نیک که صرفاً متعلق به خیر همگانی و سعادت عمومی است جستجو نمود. وی در این باره در کتاب مدخلی بر فلسفه بیان می‌دارد: «انسان خود را از رهگذر نهادها و آداب و رسوم رشد می‌دهد. نهادها و آداب و رسومی که رفاه همگانی را به رفاه فردی گره می‌زند». وی در باب انگیزش انسان به خیر و نوعدوستی اذعان می‌نماید که: «از غرایز اصیل حیوانی او ریشه گرفته و از رهگذر حضور در ضمیر خودآگاه، علایقی از نوع علاقه فرد به فرد را در انسان‌ها بر می‌انگیزاند». بنابراین در رویکرد گرین خیرخواهی و دیگرخواهی از نشانه‌ها و شاخص‌های اعمال نیک و خوب می‌باشد. البته بودن در اجتماع و زندگی اجتماعی از پیش فرض‌های ضروری تحقق اخلاق در زندگی است.

### فلسفه سودمند گرایی و خیر عمومی
به‌طور طبیعی، گرین از روسو و هگل تأثیر پذیرفت و با بنتام و میل مخالفت ورزید. او سودمند گرایی بنتام را یک آیین سیاسی بی‌حاصل معرفی می‌کند و آموزه‌های بنتام را در باب اصلاحات و آزادی نامتناسب با اوضاع جامعه می‌داند، از این رو تا زمانی که بنیاد و اصول تازه‌ای برای لیبرالیسم بیان نگردد، هیچ پیشرفت اساسی‌ای در فهم سیاست ممکن نیست. این بنیاد، پیدایی رویکردهای «جمع‌گرایانه» را فراهم ساخت که خواهان دخالت دولت در اندیشه‌ها و مسائل مربوط به خیر عمومی بود. از آنجایی که گرین از این دیدگاه حمایت نمود و رابطه متقابل میان فرد و جامعه را مورد تأکید قرار داد، بدین ترتیب اندیشه‌های وی بر تفکر سیاسی انگلستان، به زیان لیبرالیسم بنتامی غالب شد.
هدف گرین سازماندهی دوباره فرد با آن دسته از ارزش‌های اجتماعی بود که بنتام در فلسفه خود از آن غافل مانده بود. گرین تصویری ایدئالیستی به مکتب لیبرالیسم داد و اعتقاد داشت که انسان خاستگاه همه ارزش‌های معنوی است و باید در کلیت خود مورد بررسی قرار گیرد. وی مانند برخی فیلسوفان چون افلاطون، روسو و هگل، نگرشی ارگانیکی نسبت به مسائل حاکم بر حیات آدمی داشت و انسان را در عرصه اجتماعی و به عنوان موجودی اجتماعی مطالعه می‌کرد. او حوزه تازه‌ای از آزادی مختلط با اقتدار سیاسی را برای فرد بیان ساخت.

### نظریه دولت و اصل اراده مردمی
گرین در نظریه دولت، از چهار منبع بهره برد: یونان، فرانسه، آلمان و انگلستان. اولین منبعی که وی از آن الهام گرفته بود، نظریات افلاطون و ارسطو بود، یعنی انسان را موجودی اجتماعی، سیاسی و عقلانی و دولت را نهادی اخلاقی و قانون را تبلور عقل محض می‌دانست، در چنین شرایطی عدالت به معنای آن است که هر فرد در جایگاه خود وظیفه‌اش را انجام دهد. دومین منبعی که بر رویکردهای گرین تأثیر نهاد، نظریات ژان ژاک روسو بود که در عین تأیید اندیشه‌های یونان باستان، احساس را برتر از عقل دانسته و پایه اقتدار سیاسی را در اصل اراده مردمی معرفی می‌کرد. سومین منبع که عقاید گرین را تحت تأثیر قرار می‌داد، نظریات ایده‌آلیست‌های آلمان بود که فلسفه سیاسی آنان بر اصل عقل‌گرایی و فراطبیعت تکیه داشت. به‌طور کلی نظریه گرین در باب دولت، در بردارنده قواعدی بود که در این منابع بیان شده بود. اما او در عین استفاده از این منابع، نظریات اندیشمندان این مکاتب را مورد تقلید قرار نداد. نظریه دولت وی پایه‌های اقتدار سیاسی را در آگاهی انسان جستجو می‌کرد. اراده انسان ریشه دولت می‌باشد و دولت نباید خودکامه و غیرمردمی باشد، بلکه باید برخاست و اراده مردم تکیه کند. او مسئله دولت را به مفاهیمی چون شعور آدمی، آزادی، حقوق و اقتدار سیاسی ربط می‌دهد.

### شعور انسان
از دید وی، شعور اولین خصلتی است که انسان را از دیگر موجودات متمایز می‌سازد. انسان بخشی از طبیعت است و نمی‌تواند به‌طور کلی تحت تأثیر قوانین طبیعت قرار گیرد. او با شعور خود می‌تواند مسائل و حوادث را تشخیص و تحلیل نماید. انسان در عین برخورداری از مجموعه صفات مادی و طبیعت گرایانه، از صفات معنوی برخوردار است، خیر راستین انسان در تحقق عنصر الهی او نقش دارد. با این نظر گرین، آشکارا با نظریه اخلاق اپیکوری، لذت گرایی «Hidonism» و سودمند گرایی مخالفت نمود.

### آزادی
گرین در نظریه آزادی خود اندیشه‌های روسو و هگل را مدنظر داشت. او شرط اصلی رشد شعور آدمی را آزادی قلمداد می‌کرد. او برای آزادی دو ویژگی بیان می‌ساخت: اول اینکه بر آزادی مثبت تأکید داشت و دوم آنکه جبری است، آزادی مثبت فقط در همراهی و اطاعت از دولت محقق می‌گردد. آزادی به ماهیت هدفی که فرد برای خود انتخاب می‌کند، بستگی دارد، آزادی به معنای رها شدن قدرت انسان برای پیشبرد خیر اجتماع و جستجوی کمال و پیشرفت می‌باشد.

### حقوق
گرین نیز حقوق طبیعی را از سه جهت غیرقابل قبول می‌دانست؛ این نظریه تصور می‌کرد که افراد حقوقی را به جامعه می‌آورند که از جامعه منشأ نگرفته‌است، مدعی بود که این حقوق را می‌توان علیه جامعه به کار برد و این که حقوق فردی را از وظایف افراد در قبال جامعه خود جدا می‌کرد.
نظریه حقوق گرین با اصل آزادی در ارتباط می‌باشد، انسان در روابط خود جویای خیر است، خیر خود، دیگران و جامعه را می‌خواهد، زمانی که انسان خیر خود و دیگر افراد را می‌شناسد، نظامی حقوقی در جامعه ایجاد می‌گردد. نگرش وی به حقوق، کمال مطلوبی است که جامعه‌ای را بر پایه خیرخواهی سازمان داده و این حقوق به اخلاق وابسته است. گرین به شناسایی اخلاقی اجتماع اعتقاد داشت. حقوق مورد نظر وی به اخلاق بیشتر از قانون وابسته است.

### اقتدار سیاسی
گرین به ضرورت اقتدار سیاسی یا وجود دولت در جامعه اعتقاد داشت. شعور انسان وابسته به آزادی است و حقوق را خلق می‌کند، اقتدار سیاسی برای حفظ حقوق لازم می‌باشد. او ریشه دولت را نه در زور بلکه در اراده انسانی قرار داد، بنابراین حاکمیت سیاسی در اراده عمومی نهفته‌است، منظور او از اراده عمومی، آگاهی مشترک بر خیر عمومی بود. با این تعریف گرین، نظریه قرارداد اجتماعی را نفی می‌کند و تمایل انسان به خیر عمومی را مبنای تشکیل حکومت قرار می‌دهد. او حکومت را نه در اصل زور و نه در تاییدات آسمانی جستجو می‌کند، بلکه بر اساس آگاهی مردم و شعور شهروندان تحلیل و تشریح می‌نماید.

## آثار
نوشته‌ها و آثار گرین در تغییر روند لیبرالیسم نقش زیادی داشت. از آثار گرین، می‌توان به مقدمات اخلاق، اصول تکلیف سیاسی، قانونگذاری لیبرالی و آزادی قرارداد اشاره نمود. فلسفه سیاسی گرین از کتاب «مقدمات اخلاق» آغاز شد، این اثر بعد از مرگ وی در سال ۱۸۸۳ انتشار یافت. «سخنرانیها دربارهٔ اصول تکلیف سیاسی» که در درس‌های دانشگاهی‌اش بیان شده بود، در سال ۱۸۸۲ منتشر گشت و کتاب «قانون‌گذاری لیبرالی و آزادی قرارداد» نیز در سال ۱۸۸۰ به چاپ رسید. با نگاهی به این آثار می‌توان دریافت که فیلسوفان یونان باستان، افلاطون و ارسطو تأثیر عمیقی بر افکار و اندیشه‌های گرین داشته‌اند، در میان فیلسوفان معاصر نیز روسو، کانت، هگل و بنجامین جاویت، عقاید سیاسی وی را تحت تأثیر قرار داده‌اند.
نوشته‌ها و کتب گرین نمایانگر ترکیب خاصی از فراطبیعت، اخلاق و سیاست می‌باشد که با نظم و یکپارچگی خاصی در کنار هم بیان شده‌است. او در نظام فکری خویش، به ماهیت واقعیت و اخلاق می‌پردازد و از این رهیافت، انسان را موجودی اخلاقیمی داند. دولت هم عبارت است از تعداد زیادی از این انسانها و خداوند وجودی است که هر چیز و هر کس از او معنا می‌گیرد. همچنین آثار و نوشته‌های گرین، روند لیبرالیسم را در انگلستان تغییر داد و این مسئله‌ای است که بسیاری از نویسندگان و منتقدان به آن اشاره کرده‌اند. گرین از سنت لیبرالی قرن نوزدهم بازبینی ایده‌آلیستی به عمل آورد و شکل تازه‌ای که اصول ایدئالیستی را دربرداشت، ارائه داد.

### فهرست آثار آنلاین
از گرین هیچ کتابی به فارسی ترجمه نشده‌است. فهرست آثار او به زبان اصلی که روی اینترنت در دسترس است اینهاست:
- مقدمات اخلاق بایگانی‌شده  در ۹ اوت ۲۰۲۰ توسط Wayback Machine (۱۸۸۳)
- در باب فرمانبرداری سیاسی (۱۸۸۳)
- مجموعه آثار (به جز مقدمات اخلاق) در سه جلد:

Volume 1: Introductions to Hume's Treatise; and Mr Herbert Spencer and Mr G H Lewes: their application of the doctrine of Evolution to Thought
Volume 2: Lectures: on (a) the Philosophy of Kant; (b) Logic, including J S Mill's System of Logic; (c) the different senses of freedom as applied to will and to moral progress; and (d) the Principles of Political Obligation
Volume 3: Miscellanies and Memoir